# 劉戈青
劉戈青（1911年—1985年），原名劉國興，出身福建廈門、祖籍臺灣雲林，是一位中華民國警政人員及企業家。他以暗殺維新政府外交部長陳籙為人所知。

## 生平
1911年，劉戈青出生於福建省廈門；他的父親劉建寅（後改名劉漢臣）出生於臺灣雲林斗六，曾在辛亥革命參加攻打漳州的行動，又於中華民國成立後擔任第七混成旅旅長。
1935年，他畢業於國立暨南大學，與同學準備一起在福建開發錳礦；但是，他隨後加入戴笠手下，並在杭州警校接受特務工作訓練。訓練結束後，他被分配到軍統上海區，在王新衡等手下擔任行動工作。1937年淞滬會戰後，他擔任少校隊長，負責戰場偵察和防範漢奸活動；期間，他參加了一場由戴笠策劃的特務工作戰鬥。1939年2月，他奉軍統上海站長王天木命令暗殺南京維新政府外交部長陳籙，並因此廣為人知。不久，王天木向日方投降，他欲勸其改變心意，於是攜帶戴笠的信件返回上海，但被維新政府方面逮捕入獄。數月後，他潛逃返重慶，戴笠為他和其他數位自日方控制地區歸來人員舉行了盛大的歡迎儀式。其後，他被派往南洋，輾轉於許多地區，又多次遭逮捕拘禁。對日抗戰結束時，他的公開身份是馬來亞檳城一家雜貨店的老闆。
二二八事件時，他被保密局派往臺灣組織「忠義救國軍」。事件平定後，他被派任臺灣省警務處副處長兼刑事室主任，並於其後主導創建臺灣省政府警務處刑事警察總隊且兼任總隊長。
1954年，他辭去公職競選臺灣省臨時省參議員，又捲入謀殺情敵案件，最後敗於前保密局臺灣站長林頂立。隨後，他轉而開辦煤礦公司。
1960年代初，司法行政部調查局突然派員以涉嫌「偷稅」為由上門查帳；他意識到捲入「匪諜」案件，因而親自動用人脈處理，查出國防部情報局汪鯤提供線索表示他是「匪諜」，並找上案件負責單位主管葉翔之。在葉翔之親自與調查局長張慶恩協調下，他的案件被以「尚乏具體事證，擬仍列為線索，繼續偵查」結案。